# Milan Vácha
Milan Vácha (* 9. prosince 1944 Praha) je český akademický sochař.

## Život
Kreslil od svých pěti let. Když mu bylo devět let, začal docházet k malíři jménem Čihákovi. Bez problému složil zkoušky na Střední uměleckou školu Václava Hollara v Praze. Původně chtěl být malířem, až po 2. ročníku ho to táhlo spíše k sochařině.
Po ukončení střední školy vystudoval Akademii výtvarného umění v Praze v ateliéru profesora Vincence Makovského a profesora Karla Lidického. Během studia i po jeho ukončení pracoval jako kamenosochař na obnově pražských památek.
V 70. letech dvacátého století začal spolupracovat s architekty, kteří se soustředili na interiér i exteriér. S nimi spolupracuje dodnes. Roku 1973 udělal konkurz na architekturu na Katedru výtvarných umění. Učil zde architekty sochařině. Působil zde do roku 1995, pak ještě 3 roky jako externista.

## Inspirace
Zajímala ho Bible, Starý a Nový zákon, z níž často čerpal. Téměř se nevěnuje portrétové tvorbě, spíše se vyjadřuje symbolem.

## Materiál
Nejčastěji používá materiály kámen a dřevo. Některá svá díla nechává odlít do bronzu nebo je sám odlévá do cínu.

## Profesní život
- 2000 na volné noze [p 1]
- 1997 - 1999 externě na Fakultě architektury ČVUT v Praze
- 1993 na volné noze
- 1991 jmenován docentem
- 1973 odborným asistentem na Fakultě architektury ČVUT v Praze
- během studia i po něm pracoval jako kamenosochař na obnově pražských památek
- 1963 - 1969 studoval sochařství na Akademii výtvarných umění v Praze u prof. Vincence Makovského, po jeho smrti absolvoval u prof. Karla Lidického
- 1959 - 1963 studoval na Střední odborné škole výtvarné v Praze

## Díla

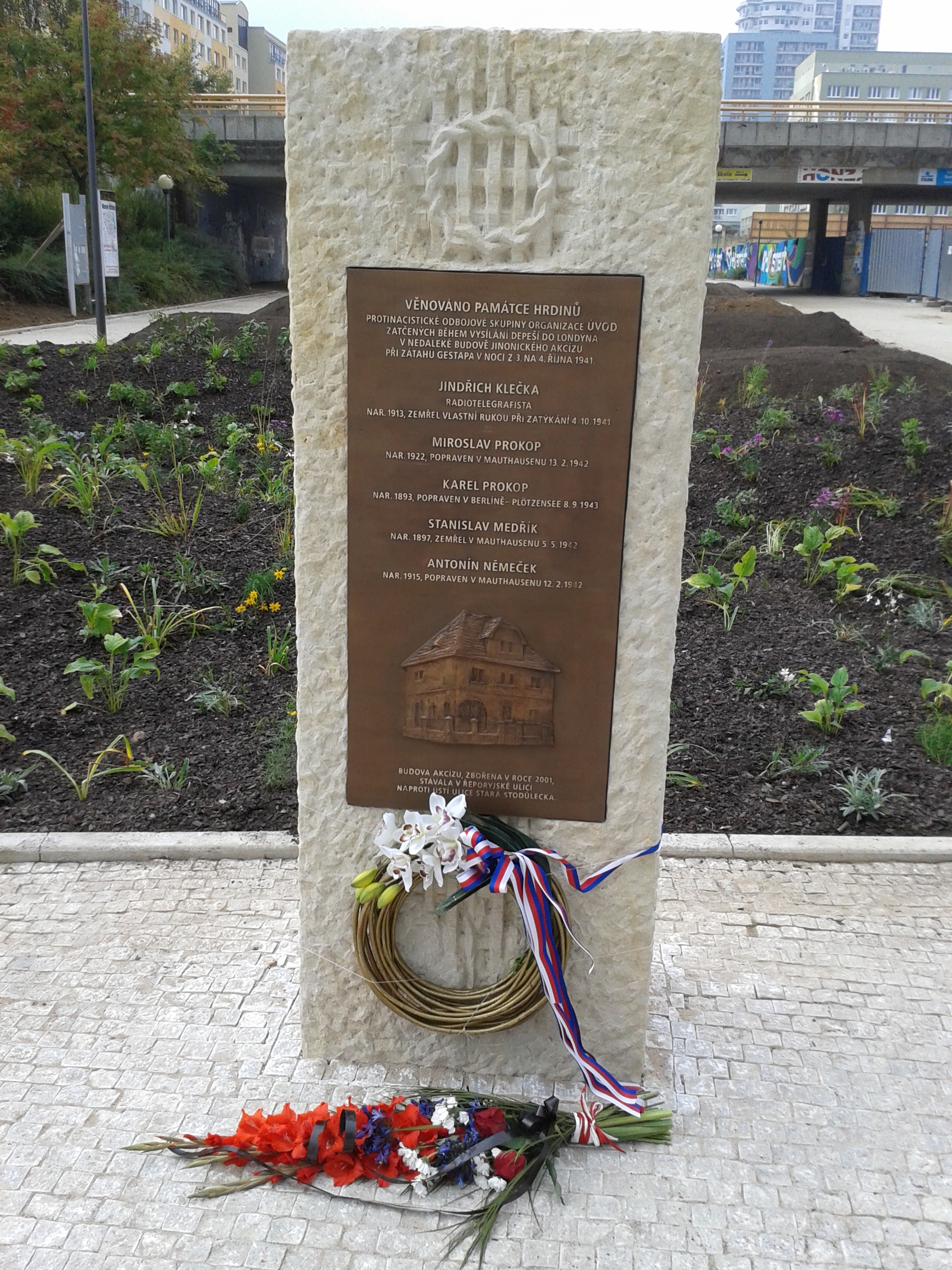
2014, Památník hrdinům z jinonického akcízu

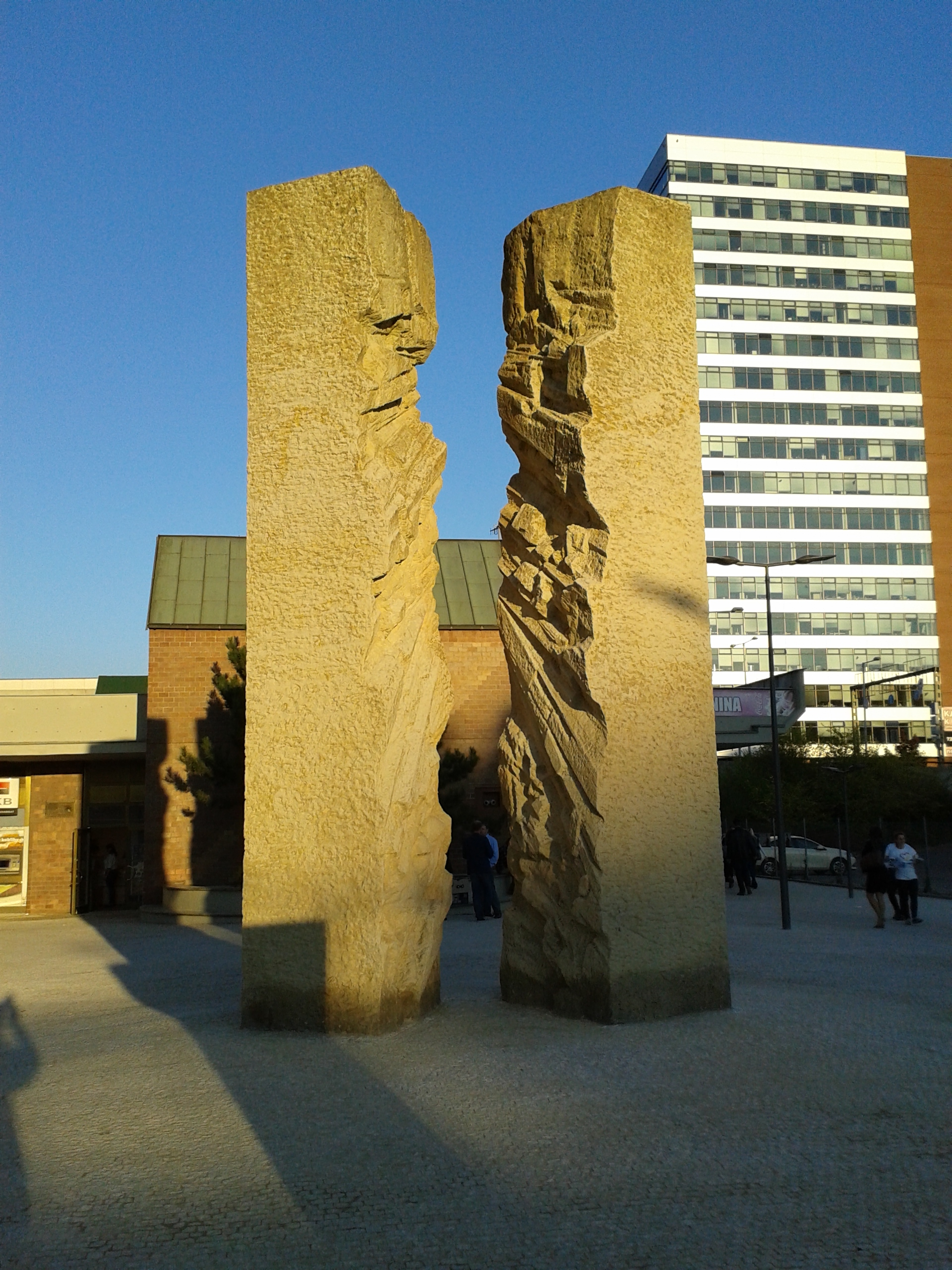
1988, Pomník dukelským hrdinům

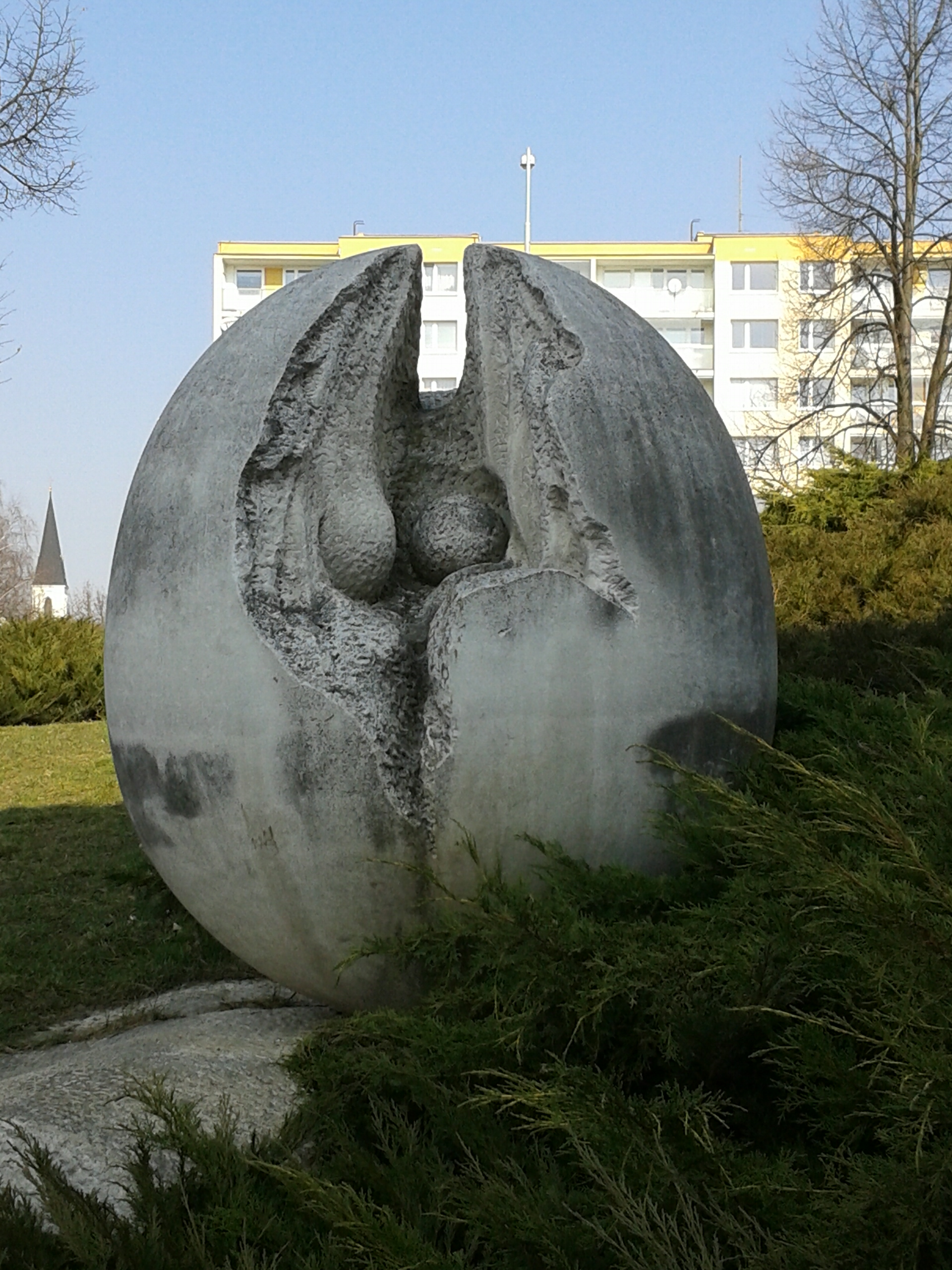
Rodina (1984 - 1986), mramor
Hostinského, Stodůlky, Praha 5

- 2014 Památník hrdinům z jinonického akcízu, pískovec + bronzová pamětní deska s reliéfem dnes již neexistující budovy - jinonického akcízu [3] [4] [5] [6]
- 2009 Čtyři živly a čakry (dřevo)
- 2009 Kentaur (bronz), Praha, soukromé vlastnictví
- 2009 Sv. Jan Nepomucký (rekonstrukce), Praha
- 2008 Karmické vztahy (pískovec)
- 2008 Návrh na dětské hřiště, Praha – Dejvice
- 2007 Návrhy na pomník Nikoly Tesly, Praha
- 2007 Živly (pískovec), soukromé vlastnictví
- 2007 Anděl (pískovec), Vysoké nad Jizerou – hřbitov
- 2006 Kamenná stěna s fontánou (pískovec), soukromé vlastnictví
- 2006 Sokrates (pískovec), soukromé vlastnictví
- 2004 Strážci 2 (dřevo)
- 2004 Strážci (dřevo)
- 2003 Dialog, Wales, Anglie
- 2003 Dialog, Praha
- 2003 Fontána, Praha – Průhonice
- 2002 Pamětní deska M. Horákové (bronz), Praha
- 2001 Geneze, Praha
- 2001 Madona, Praha
- 2000 Krb, Praha
- 2000 Sv. Jiří, Chrudim
- 2000 Kniha kámen, Praha
- 1999 Panna Marie Sedmibolestná, Lysolaje
- 1999 Zahradní plastika Pramen, Praha
- 1999 Sv. Jan Nepomucký, Praha
- 1999 Domovní znamení, Praha
- 1997 - 1998 Fontána, Praha, soukromé vlastnictví
- 1996 Fontána, Praha, soukromé vlastnictví
- 1995 - 1996 Fontána, Jílové, soukromé vlastnictví
- 1995 Fontána, Komerční banka Čáslav
- 1994 Plastika, Švýcarsko
- 1993 - 1994 Plastika, Francie
- 1992 - 1993 Jan Nepomucký, Nepomuk
- 1991 Zvonička, Hrdoňov na Lipně
- 1990 Kašna, pískovec, u základní školy Kuncova, Stodůlky, Praha 5 [7]
- 1989 - 1990 Dětské hřiště, Onkologická klinika Praha – Motol
- 1988 Pomník dukelským hrdinům, kámen (dvojice pískovcových stél), výstup stanice metra Nové Butovice, Praha 5[8]
- 1988 Metro Dukelská, Praha
- 1987 Busta akademika Dobiáše, Pelhřimov
- 1986 Pomník Dr. Pujmana, Pelhřimov
- 1985 Svědectví, Holandsko
- 1984 - 1986 Rodina, mramor, Hostinského, Stodůlky, Praha 5 (Jihozápadní město) [2]
- 1983 Fontána, Praha – Stodůlky
- 1983 Kolotoč, Praha – Stodůlky
- 1982 Pomník bojovníků proti fašismu, Tábor
- 1981 Koloseum, Liberec
- 1980 Odvětrávací šachta pro metro, Praha
- 1979 Dar země, hotel Praha, Malešice
- 1978 Růst (šachta metra), pískovec, Stromovka, Holešovice, Praha 7 [9]
- 1977 Fontána, úpravna vody Římov
- 1976 Sluneční hodiny, Liberec
- 1970 Kameny, spoluautor Jiří Kašpar, pískovec, Prosek, Praha 9 [10]